# Stensund, Trosa kommun
Stensund är en bebyggelse öster om tätorten Trosa och med lite olika uträckning över tiden men främst sydväst om Stensunds slott. Mellan 1995 och 2005 var den avgränsad som en småort, och mellan 2005 och 2015 som separat tätort under hela tiden med området Kymla. SCB benämnde bebyggelsen före 2005 Stensund och Djupvik och därefter Stensund och Krymla.  Vid avgränsningen 2015 klassades bebyggelsen som del av tätorten Trosa. Vid avgränsningen 2020 klassades bebyggelsen åter som separerad och som tätort men då utan området Kymla som räknades som kvar inom tätorten Trosa och utökad med bebyggelse nordost om slottet. Även namnet ändrades

## Befolkningsutveckling
| Befolkningsutvecklingen i Stensund och Krymla 2005–2020 | Befolkningsutvecklingen i Stensund och Krymla 2005–2020 | Befolkningsutvecklingen i Stensund och Krymla 2005–2020 | Befolkningsutvecklingen i Stensund och Krymla 2005–2020 | Befolkningsutvecklingen i Stensund och Krymla 2005–2020 |
| ------------------------------------------------------- | ------------------------------------------------------- | ------------------------------------------------------- | ------------------------------------------------------- | ------------------------------------------------------- |
|                                                         |                                                         |                                                         |                                                         |                                                         |
| År                                                      |                                                         |                                                         | Folkmängd                                               | Areal (ha)                                              |
| 2005                                                    | 2005                                                    |                                                         | 347                                                     | 87                                                      |
| 2010                                                    | 2010                                                    |                                                         | 346                                                     | 87                                                      |
| 2020                                                    | 2020                                                    |                                                         | 270                                                     | 83                                                      |
| Anm.: ny tätort 2005. Sammanvuxen med Trosa 2015.       |                                                         |                                                         |                                                         |                                                         |